# The Colleen Bawn
The Colleen Bawn er en amerikansk stumfilm fra 1911 af Sidney Olcott.

## Medvirkende
- Gene Gauntier som Eily O'Connor
- J.P. McGowan som Hardress Cregan
- Sidney Olcott som Danny Mann
- J.J. Clark som Myles na Copaleen
- Alice Hollisterr som Anne Chute